# Evgeny Lovchev
Evgeny Serafimovich Lovchev (em russo:  Евгений Серафимович Ловчев; Kryukovo, 29 de janeiro de 1949) é um ex-futebolista russo, atuava como zagueiro.

## Carreira

### Clubes
Teve uma carreira de apenas onze anos, nove deles dedicados ao Spartak Moscou. Na equipe da capital, foi campeão soviético no ano de seu debute, 1969. Em 1972, foi considerado o melhor jogador da URSS, tendo no ano seguinte participado do amistoso de despedida de Garrincha, no Maracanã.
Em 1979, foi jogar no arqui-rival Dínamo Moscou, encerrando a carreira no ano seguinte no Krylya Sovetov Kuybyshev. Na temporada de despedida, marcou incríveis 13 gols em 22 jogos, ótimo número para um zagueiro que marcara 13 vezes em 249 partidas pelo Spartak.

### Seleção
Sua primeira convocação para a Seleção Soviética veio já em 1969, tendo figurado na Copa do Mundo de 1970. Curiosamente, tornou-se o primeiro jogador a receber um cartão amarelo (os cartões foram introduzidos no futebol nesta Copa), aos 34 minutos do primeiro tempo do jogo inaugural do torneio, entre a URSS e os anfitriões mexicanos. O árbitro, o alemão-ocidental Kurt Tschenscher, o puniu por falta em Javier Valdivia.
Lovchev jogaria também as Olimpíadas de 1972, onde recebeu a medalha de bronze. Seu último jogo pelo país foi em 1977, nas eliminatórias para a Copa do Mundo de 1978, para a qual a URSS não se classificou. No total, faria 58 partidas pela seleção, marcando um gol.

## Pós-carreira
Em 1999, assumiu a presidência do Spartak Moscou.

## Títulos
- Campeonato Soviético: 1969
- Copa da União Soviética: 1971
- Jogador Soviético do Ano: 1972.